# Décès en novembre 2009
Décès
- 2005
- 2006
- 2007
- 2008
- 2009
- 2010
- 2011
- 2012
- 2013

Pour une information complémentaire, voir la page d'aide.

## Novembre 2009
| Date         | Nom                                  | Activités                                                                                             | Âge | Source |
| ------------ | ------------------------------------ | --- | --- | ------ |
| 1er novembre | Jonathan Bourhis                     | Joueur de basket-ball français.                                                                       | 19  |        |
| 1er novembre | Ghalia Hassan Fayyad                 | Supercentenaire palestinienne                                                                         | 110 |        |
| 1er novembre | Sakher Habash                        | Homme politique palestinien, membre du Fatah.                                                         | 70  |        |
| 1er novembre | Seán McGinley                        | Acteur irlandais                                                                                      | 57  |        |
| 1er novembre | Arturo Salazar Mejía                 | Membre colombien de l'Église catholique et du Diocèse de Pasto                                        | 88  |        |
| 1er novembre | Alda Merini                          | Poétesse italienne.                                                                                   | 78  |        |
| 1er novembre | Gopal Mishra                         | Journaliste indien.                                                                                   | 77  |        |
| 1er novembre | Gus Mitges                           | Homme politique canadien                                                                              | 90  |        |
| 1er novembre | Alan Ogg                             | Joueur de basket-ball américain.                                                                      | 42  |        |
| 1er novembre | Robert Rines                         | Scientifique, inventeur, compositeur et chercheur américain sur le Monstre du Loch Ness               | 87  |        |
| 1er novembre | Antonio Sergio                       | Animateur de radio portugais                                                                          | 59  |        |
| 1er novembre | Achim Stocker                        | Personnalité du football allemand. Président du SC Fribourg de 1972 à 2009.                           | 74  |        |
| 2 novembre   | Nien Cheng                           | Auteure chinoise et prisonnière politique                                                             | 94  |        |
| 2 novembre   | Lou Filippo                          | Arbitre et juge américain de boxe.                                                                    | 83  |        |
| 2 novembre   | Shabattai Kalmanovich                | Ancien espion russe du KGB et président du Spartak région de Moscou.                                  | 60  |        |
| 2 novembre   | Keith Kettleborough                  | Ancien joueur du Sheffield United Football Club.                                                      | 74  |        |
| 2 novembre   | Fyodor Loshchenkov                   | Homme politique russe et premier secrétaire de l'Iaroslavl.                                           | 94  |        |
| 2 novembre   | Phil Lumpkin                         | Entraîneur américain de Basket-ball.                                                                  | 57  |        |
| 2 novembre   | Beverley O'Sullivan                  | Chanteuse irlandaise.                                                                                 | 28  |        |
| 2 novembre   | Amir Pnueli                          | Informaticien israélien.                                                                              | 68  |        |
| 2 novembre   | Mark Smith                           | Producteur et bassiste britannique.                                                                   | 49  |        |
| 2 novembre   | Leonard Steinberg                    | Homme d'affaires britannique.                                                                         | 73  |        |
| 2 novembre   | Claude Vallois                       | Peintre français.                                                                                     | 82  |        |
| 2 novembre   | Jorge Vargas                         | Acteur mexicain.                                                                                      | 68  |        |
| 2 novembre   | José Luis López Vázquez              | Acteur espagnol.                                                                                      | 87  |        |
| 3 novembre   | Francisco Ayala                      | Universitaire et écrivain espagnol.                                                                   | 103 |        |
| 3 novembre   | Carl Ballantine                      | Acteur américain.                                                                                     | 92  |        |
| 3 novembre   | Christian Barbier                    | Acteur belge.                                                                                         | 85  |        |
| 3 novembre   | Jean-Paul Charié                     | Homme politique français.                                                                             | 57  |        |
| 3 novembre   | Dodo Chichinadze                     | Actrice géorgienne.                                                                                   | 85  |        |
| 3 novembre   | Shel Dorf                            | Américain fondateur du Comic-Con                                                                      | 76  |        |
| 3 novembre   | Parry Gordon                         | Ancien joueur anglais de rugby.                                                                       | 64  |        |
| 3 novembre   | Vashram Khorani.                     | Homme politique indien.                                                                               | 49  |        |
| 3 novembre   | Jyrki Kovaleff                       | Acteur finnois.                                                                                       | 55  |        |
| 3 novembre   | Tamás Lossonczy                      | Peintre hongrois.                                                                                     | 105 |        |
| 3 novembre   | John Mashek                          | Journaliste politique américain.                                                                      | 77  |        |
| 3 novembre   | Toshiyuki Mimura                     | Joueur de baseball japonais.                                                                          | 61  |        |
| 3 novembre   | Sotiris Sgouros                      | Musicien folk et chanteur grec.                                                                       | 80  |        |
| 3 novembre   | Erik Sædén                           | Basse-baryton suédois.                                                                                | 85  |        |
| 4 novembre   | Win Aung                             | Homme politique birman.                                                                               | 65  |        |
| 4 novembre   | William H. Avery                     | Homme politique américain, gouverneur du Kansas de 1965 à 1967.                                       | 98  |        |
| 4 novembre   | Don Beaven                           | Scientifique néo-zélandais.                                                                           | 85  |        |
| 4 novembre   | Hubertus Brandenburg                 | Allemand membre du Diocèse catholique de Stockholm.                                                   | 85  |        |
| 4 novembre   | Ivan Byakov                          | Biathlète soviétique. Médaillé d'or aux Jeux olympiques d'hiver de 1972 et 1976 au relais 4 × 7,5 km. | 65  |        |
| 4 novembre   | Stefano Chiodi                       | Ancien footballeur italien.                                                                           | 52  |        |
| 4 novembre   | Kabun Mutō                           | Homme politique japonais, ministre des Affaires étrangères du Japon en 1993.                          | 82  |        |
| 4 novembre   | Antonio Pelle                        | Italien chef de la bande mafieuse 'Ndrangheta.                                                        | 77  |        |
| 5 novembre   | Archie Baird                         | Ancien footballeur écossais.                                                                          | 90  |        |
| 5 novembre   | Félix Luna                           | Historien argentin.                                                                                   | 84  |        |
| 5 novembre   | Farid al-Ansari                      | universitaire et alim marocain.                                                                       | 49  |        |
| 6 novembre   | Jacno                                | Musicien français.                                                                                    | 52  |        |
| 6 novembre   | Dimitri De Fauw                      | Coureur cycliste belge.                                                                               | 28  |        |
| 7 novembre   | Moncef Djebaili                      | footballeur tunisien.                                                                                 | 52  |        |
| 8 novembre   | Pierre Bottero                       | Écrivain français.                                                                                    | 45  |        |
| 8 novembre   | Vitaly Ginzburg                      | Physicien russe, prix Nobel de physique.                                                              | 93  |        |
| 9 novembre   | Al Cervi                             | Basketteur américain.                                                                                 | 92  |        |
| 10 novembre  | Gheorghe Dinică                      | Acteur roumain.                                                                                       | 75  |        |
| 10 novembre  | Robert Enke                          | Footballeur international allemand. Gardien de but de Hanovre 96.                                     | 32  |        |
| 10 novembre  | John Allen Muhammad                  | Spree killer américain.                                                                               | 48  |        |
| 10 novembre  | Timoteï Potisek                      | Pilote de motocross français.                                                                         | 25  |        |
| 10 novembre  | Geneviève Thèvenot                   | Galeriste française.                                                                                  | 93  |        |
| 11 novembre  | « Chamaco » (Antonio Borrero Morano) | matador espagnol                                                                                      | 74  |        |
| 12 novembre  | Dámaso Ruiz-Jarabo Colomer           | Avocat Général à la Cour de Justice des Communautés Européennes, de 1995 à 2009                       | 60  |        |
| 12 novembre  | Danielle Godet                       | Actrice française.                                                                                    | 81  |        |
| 12 novembre  | Willy Kernen                         | Footballeur international suisse.                                                                     | 80  |        |
| 12 novembre  | Bernard Kolélas                      | Homme politique congolais, Premier ministre en 1997                                                   | 76  |        |
| 12 novembre  | Henri Sérandour                      | Ancien président du CNOSF, de 1993 à 2009                                                             | 72  |        |
| 14 novembre  | Nikolay Anikin                       | Fondeur soviétique. Médaillé d'or aux Jeux olympiques d'hiver de 1956 en relais 4 × 10 km.            | 77  |        |
| 15 novembre  | Antonio de Nigris                    | Footballeur international mexicain.                                                                   | 31  |        |
| 15 novembre  | Andriy Fedchuk                       | Boxeur ukrainien. Médaillé de bronze aux Jeux olympiques d'été de 2000 chez les "mi-lourds".          | 29  |        |
| 15 novembre  | Pierre Harmel                        | Homme politique belge.                                                                                | 98  |        |
| 15 novembre  | Jocelyn Quivrin                      | Acteur français.                                                                                      | 30  |        |
| 16 novembre  | Georges Tamburini                    | Responsable associatif et politique français.                                                         | 90  |        |
| 16 novembre  | Edward Woodward                      | Acteur britannique.                                                                                   | 79  |        |
| 17 novembre  | José Aboulker                        | Médecin, homme politique et résistant français                                                        | 89  |        |
| 17 novembre  | John Craxton                         | Peintre britannique                                                                                   | 87  |        |
| 19 novembre  | Kriss, ou Kriss Graffiti             | Productrice-animatrice française de radio                                                             | 61  |        |
| 19 novembre  | Daul Kim                             | Mannequin sud-coréen.                                                                                 | 20  |        |
| 20 novembre  | Elisabeth Söderström                 | Cantatrice suédoise.                                                                                  | 82  |        |
| 22 novembre  | Godefroy de Billy                    | Dentiste et homme politique canadien.                                                                 | 86  |        |
| 22 novembre  | Juan Carlos Muñoz                    | Footballeur international argentin.                                                                   | 90  |        |
| 22 novembre  | Francisco Rodriguez                  | Boxeur mexicain                                                                                       | 25  |        |
| 23 novembre  | Philip Kueber                        | Rameur canadien. Médaillé d'argent aux Jeux olympiques d'été de 1956 en "huit".                       | 75  |        |
| 24 novembre  | Ilkka Hakalehto                      | Historien et homme politique finlandais.                                                              | 73  |        |
| 24 novembre  | Kan Ishii                            | Compositeur japonais.                                                                                 | 88  |        |
| 24 novembre  | George Parsons                       | Joueur de rugby à XV et rugby à XIII gallois.                                                         | 83  |        |
| 24 novembre  | Yasse Tabuchi                        | Peintre, aquarelliste, graveur sur cuivre, lithographe et céramiste japonais.                         | 88  |        |
| 25 novembre  | Jean-Serge Essous                    | Jazzman, saxophoniste et clarinettiste congolais.                                                     | 74  |        |
| 25 novembre  | Josip Gucmirtl                       | Footballeur yougoslave puis croate.                                                                   | 67  | (en)   |
| 26 novembre  | Nikola Kovachev                      | Footballeur international bulgare. Médaillé de bronze aux Jeux olympiques d'été de 1956.              | 75  |        |
| 27 novembre  | Al Alberts                           | Chanteur et musicien américain, un des membres fondateurs du groupe original The Four Aces            | 87  |        |
| 27 novembre  | Raoul Delfosse                       | Comédien français, second rôle au cinéma, à la télévision, au théâtre et au doublage                  | 85  |        |
| 27 novembre  | Ernesto Treccani                     | Peintre italien                                                                                       | 89  |        |
| 28 novembre  | Gilles Carle                         | Réalisateur et scénariste canadien.                                                                   | 81  |        |
| 29 novembre  | Alexandre de Belgique                | Prince belge, demi-frère des rois Baudouin I et Albert II.                                            | 67  |        |